# Walderseeschlößchen

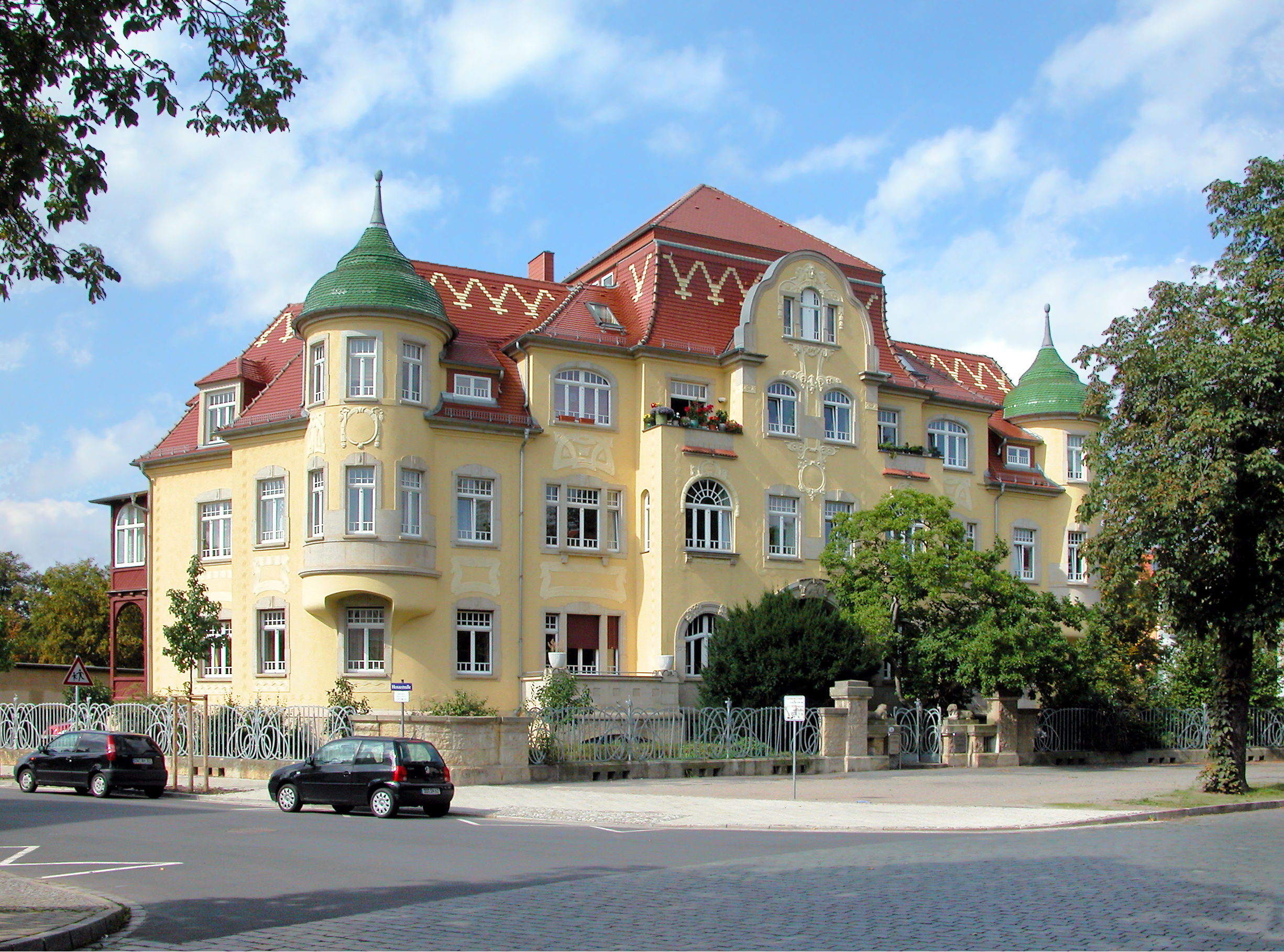
Walderseeschlößchen

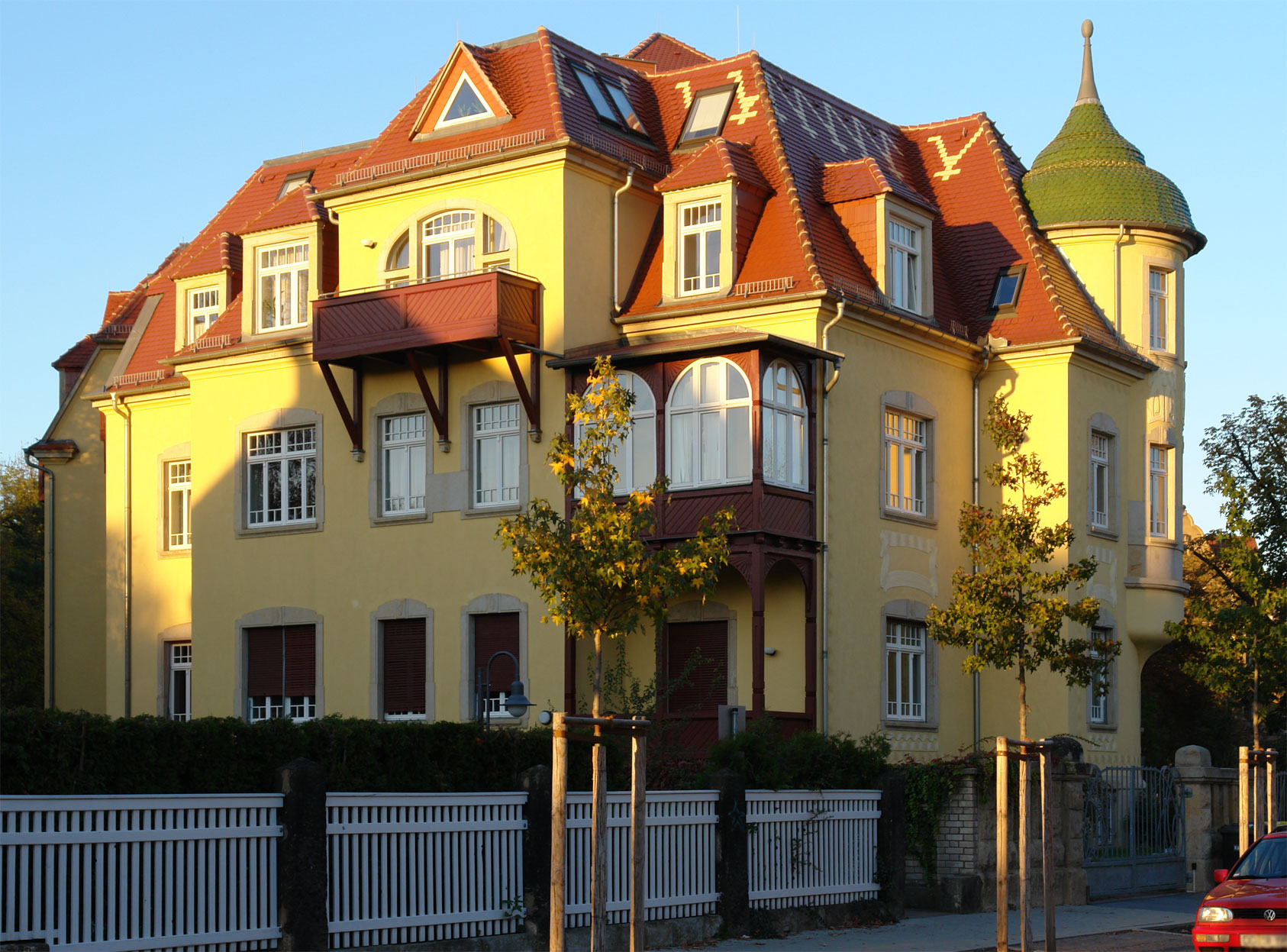
Hinteransicht

Das Walderseeschlößchen ist ein unter Denkmalschutz stehendes Mehrfamilienwohnhaus in Dresden-Striesen, Stresemannplatz 3. Es gehört zu den späten Bauten der Dresdner Jugendstil-Architektur. Den verputzten Bau zeichnen seine differenzierte Struktur und die Dekoration in einer Mischung aus Neobarock, Jugendstil und Wiener Secession aus.

## Lage und Umgebung
Das Gebäude steht an der Westseite des Stresemannplatzes, zwischen den Einmündungen der Wallotstraße und der Henzestraße. Der Platz hieß bis zum Ende des Zweiten Weltkriegs Walderseeplatz, nach Alfred von Waldersee. Vom alten Namen des Platzes leitet sich der Gebäudename ab.

## Geschichte
Das Haus wurde 1906–1907 für den Bauherrn Carl August Eichler errichtet. Es wurde vermutlich nach Entwürfen des Architekten Paul Colditz ausgeführt, der als Mieter in der Beletage wohnte. Das Gebäude wurde in den späten 1990er Jahren saniert.

## Beschreibung

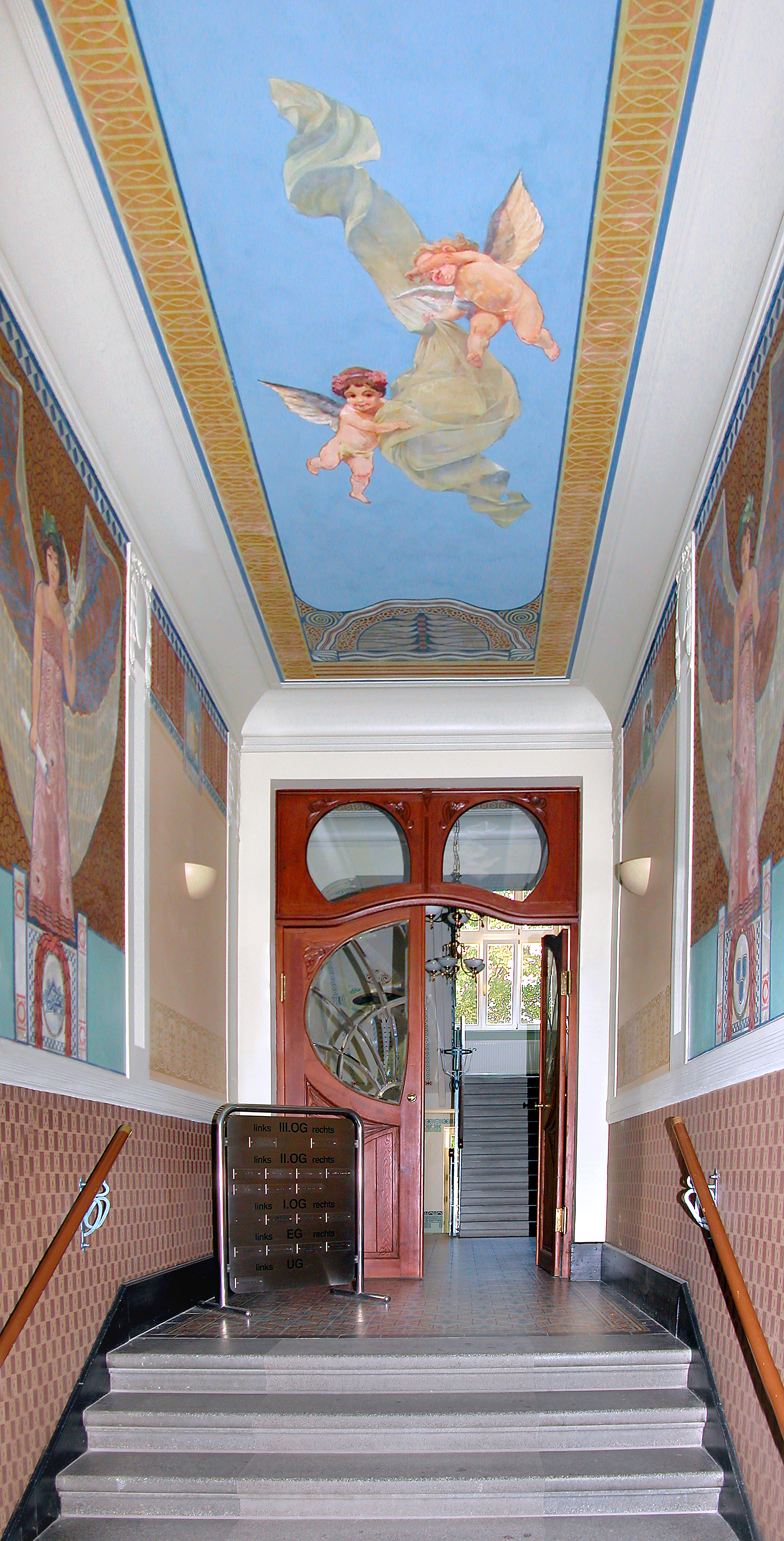
Malerei im Entrée

Das über dem Souterrain zweieinhalbgeschossige, herrschaftliche Mehrfamilienwohnhaus mit ausgebautem gestaffelten Walm- und Mansarddach hat auf Höhe der Obergeschosse an den Ecken halbrunde Turmerker. Die symmetrisch gestaltete Fassade hat einen dreigeschossigen vierachsigen Mittelrisalit mit einer Portalanlage und einen oval geformten, aufgeschwungenen Giebel als oberen Abschluss. Die beiden zum Stresemannplatz gelegenen Ecken des Gebäudes werden durch massive turmartige Runderker betont. Das Portal hat Sandstein-Torpfeiler mit zwei liegenden Löwenfiguren, dazwischen befindet sich ein Ziergitter mit Jugendstilelementen. Die Einfriedung ist schmiedeeisern und kurvig-verschlungen.
Das Intérieur zeigt eine üppige Deckendekoration bestehend aus Stuckatur und Fresken im Jugendstil. Im Eingangsbereich befinden sich über den ornamental geschmückten Sockeln der beiden Seitenwände je drei Bildfelder, deren mittleres jeweils frontal dargestellte Allegorien in Form von Frauengestalten mit aufgeschlagenen Flügeln zeigen. Die linke Allegorie hält in der rechten Hand einen aufgerollten Bauplan, während in ihrer erhobenen Linken die Siegesgöttin erscheint. Zeichendreieck und Zirkel im unter ihr befindlichen Schmuckfeld machen deutlich, dass die Frauenfigur die Baukunst symbolisiert. Gegenüber hält eine allegorische Frauenfigur Palette und Pinsel. Diese Wandgemälde beziehen sich auf Carl August Eichler, der vermutlich auch ausgebildeter Malermeister war. Das Deckengemälde des Hausflurs ist nicht im strengen Jugendstil gehalten, sondern zeigt eher traditionell-naturalistisch zwei nackte Engel die eine im Wind wehende Stoffbahn halten. Das restliche Treppenhaus ist mit Linienmustern und Friesen geschmückt, kleine Bildfelder zeigen mediterrane Landschaften.